# Арабосинське сільське поселення
Арабо́синське сільське поселення (рос. Арабосинское сельское поселение) — муніципальне утворення у складі Урмарського району Чувашії, Росія. Адміністративний центр — присілок Арабосі.

## Населення
Населення — 1760 осіб (2019, 2031 у 2010, 2000 у 2002).

## Склад
До складу поселення входять такі населені пункти:
| Населений пункт        | Населення, осіб (2002) | Населення, осіб (2010) |
| ---------------------- | ---------------------- | ---------------------- |
| Арабосі, присілок      | 1459                   | 1502                   |
| Нове Ісаково, присілок | 541                    | 529                    |